# (13084) Virchow
(13084) Virchow (1992 GC8) – planetoida z grupy pasa głównego asteroid okrążająca Słońce w ciągu 4,25 lat w średniej odległości 2,62 j.a. Odkryta 2 kwietnia 1992 roku.